# Estación Imbiribeira
La Estación Imbiribeira es una de las estaciones del Sistema de Trenes Urbanos de Recife, situada en Recife, entre la Estación Largo da Paz y la Estación Antônio Falcão.
Fue inaugurada en 2005 y atiende a habitantes y trabajadores de la región norte del barrio de Imbiribeira.